# Berliner Ehrenzeichen für besondere Leistungen im Dienst
Das Ehrenzeichen für besondere Leistungen im Dienst ist eine staatliche Anerkennung für die Dienstkräfte, die besondere Leistungen im Dienst des Polizeipräsidenten in Berlin und der Berliner Feuerwehr erbracht haben. Über die Verleihung erhält jede Empfängerin bzw. jeder Empfänger eine vom für Inneres zuständigen Senatsmitglied unterzeichnete Verleihungsurkunde. Das Ehrenzeichen für besondere Leistungen des Landes Berlin wurde erstmals am 22. November 2018 durch den Berliner Innensenator Andreas Geisel verliehen.

## Form und Beschaffenheit des Ehrenzeichens

### Ehrenzeichen
Das Ehrenzeichen für besondere Leistungen ist versilbert und hat einen Durchmesser von 40 mm. Auf seiner Vorderseite ist erhaben mittig das Landeswappen von Berlin zu sehen, welches auf zwei gekreuzten Eichenlaubblättern ruht. Eingefasst ist die Medaille von einer punktförmigen Umrandung mit kleinem Randgrat. Die Rückseite ist ebenfalls punktförmig umrahmt, enthält aber zusätzlich mittig eine vierzeilige Inschrift FÜR / BESONDERE / LEISTUNGEN / IM DIENST.

### Bandfarbe
Getragen wird das Ehrenzeichen an einem rot/weiß/rot Ordensband.

### Bandschnalle
Sie ist aus rot/weiß/rotem Ordensband und mittig ist die Miniatur des Ehrenzeichens aufgesetzt.

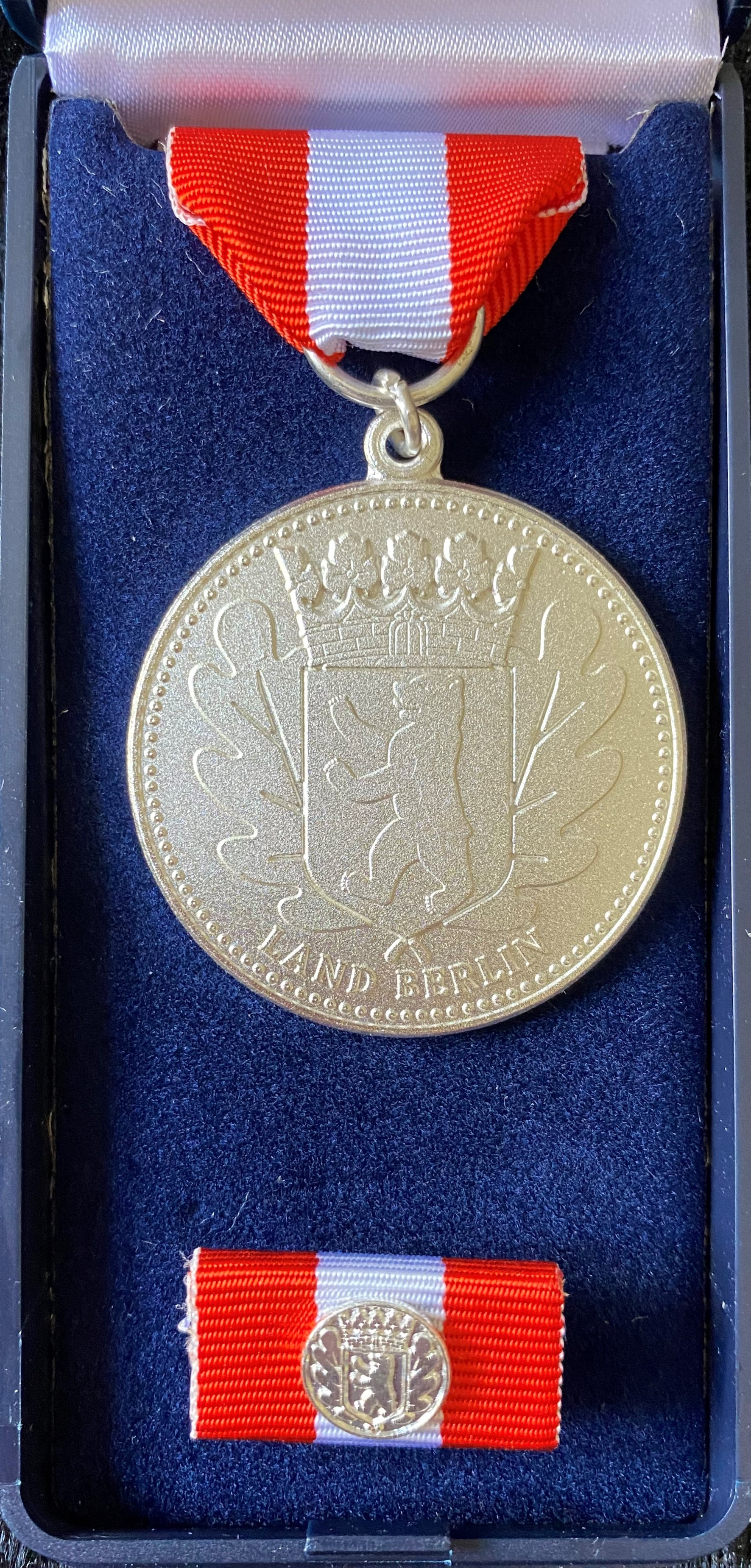
Vorderseite des Ehrenzeichens mit Bandschnalle
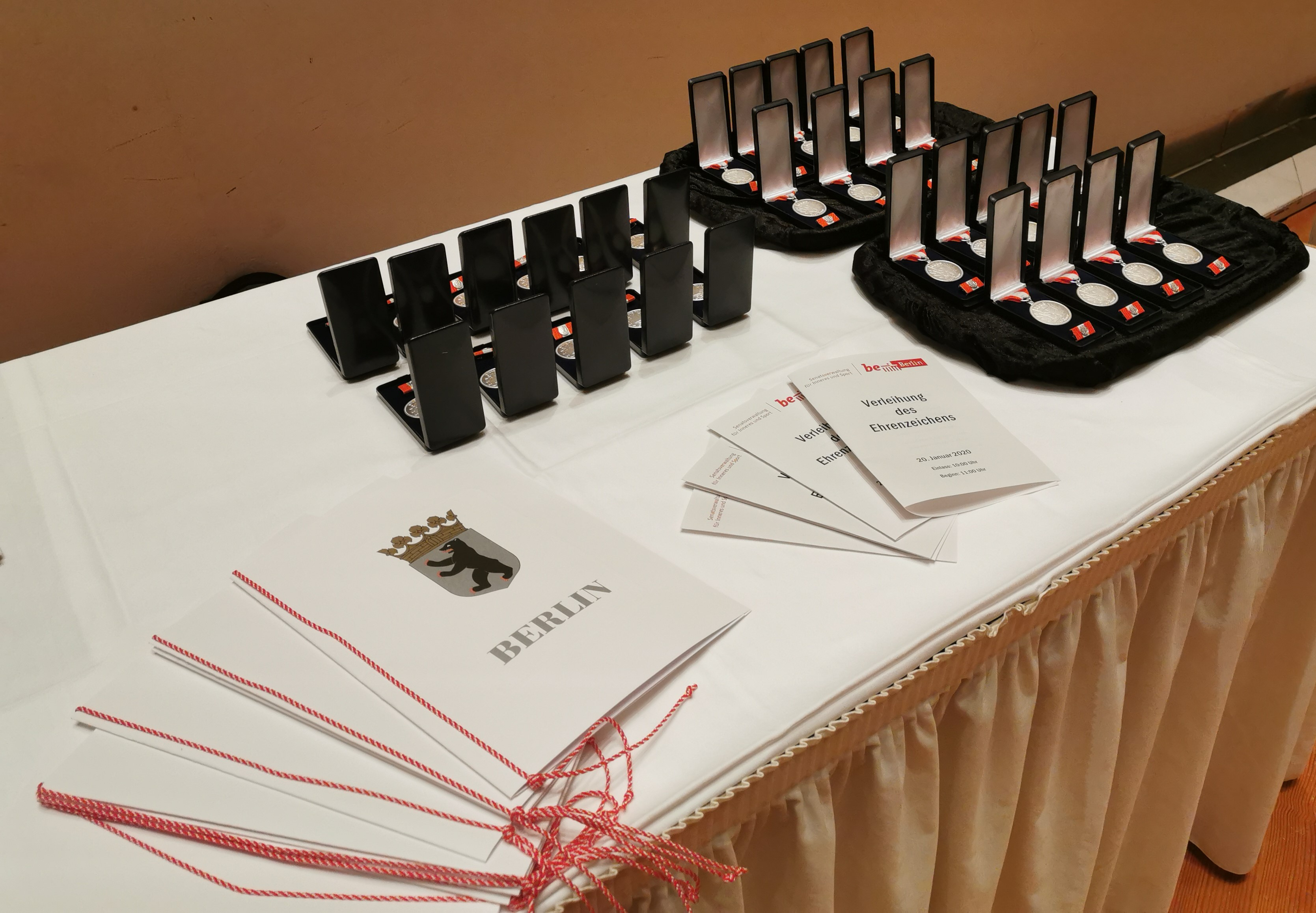
Verleihung der Ehrenzeichen am Band

## Trageweise
Die Trageweise des Ehrenzeichens und der Bandschnalle richtet sich nach den entsprechenden Vorgaben der jeweiligen Dienstbehörde.
Das Ehrenzeichen wird in Originalgröße nur bei feierlichen Anlässen getragen, dazu gehören insbesondere:
- der Tag der Verleihung des Ehrenzeichens
- Staatsempfänge
- Dienstjubiläen und
- auf dienstliche Anweisung

Die Bandschnalle zum Ehrenzeichen ist in der gleichen Farbgebung und mittig ist in Miniatur die silberne Medaille eingearbeitet.

## Verleihung

### Verleihungsberechtigter Personenkreis
Es werden pro Jahr bis zu 250 Dienstkräfte (210 Dienstkräfte der Polizei und 40 Dienstkräfte der Feuerwehr) für ihre Leistungen (z. B. zum Schutz von Bürgerinnen und Bürgern oder anderen Dienstkräften im Einsatz, in der Aus- und Fortbildung, der Nachwuchsgewinnung, der Brandschutz- und Verkehrserziehung oder der Prävention sowie besondere Ermittlungserfolge oder ein besonderes Engagement im Zusammenhang mit einem außerdienstlichen Einschreiten) ausgezeichnet.